# Allan Egnell

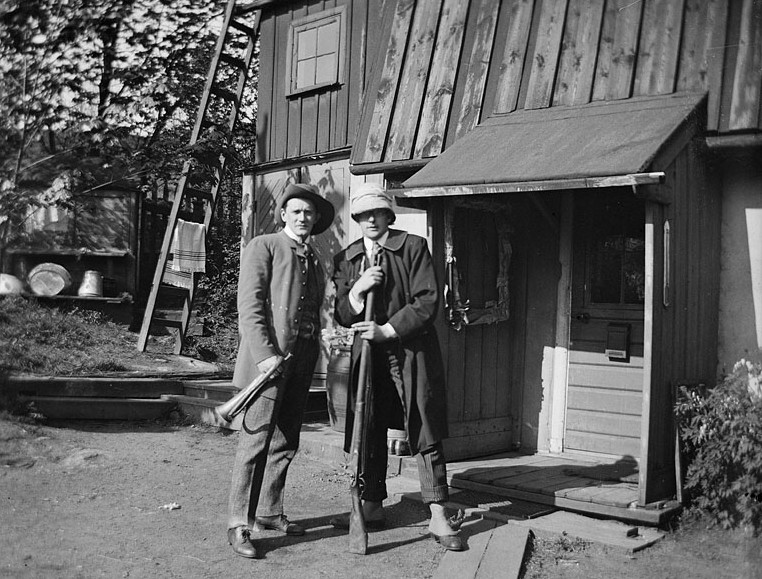
Allan Egnell (t.h.) med Olle Broström vid Bergshyddan, Fåfängan, 1920-tal.

Allan Emil Rickard Egnell, född 2 augusti 1884 i Stockholm, död 16 augusti 1960 i Stockholm, var en svensk målare, grafiker, filmarkitekt och regiassistent med mera. 
Han var son till telegrafkommissarien Gottlib Egnell och Maria Eleonora Blomquist samt från 1937 gift med Emy Hansson. Egnell studerade vid Konstakademien 1905–1910 och företog därefter studieresor till bland annat Frankrike, England och Tyskland. Som konstnär utförde han historiska kompositioner i olja, pastell, och gouache. Som illustratör har han varit delaktig i ett flertal böcker. Från 1922 arbetade han som konstnärlig rådgivare vid inspelning av historiska filmer. Han är representerad i Stockholms stadsmuseum, Armémuseum och Stockholms stadshus.

## Filmografi (urval)
- 1925 – Karl XII
- 1928 – Ådalens poesi